# Eumir Deodato
Eumir Deodato de Almeida (Rio de Janeiro, 22 de junho de 1943) é um pianista, arranjador e produtor musical brasileiro. Participou do movimento Bossa Nova e da efervescência do samba jazz no início da década de 1960, estabelecendo-se como requisitado arranjador, ao lado de nomes consagrados como Radamés Gnattali e Moacir Santos. Após breve carreira como líder de conjunto no Brasil, radica-se nos Estados Unidos da América onde, afiliando-se à gravadora CTI Records, trabalha com diversos nomes de relevo da música mundial, como Aretha Franklin, Wes Montgomery e Frank Sinatra. Na década seguinte, conseguiu gravar e lançar seus discos solo internacionalmente, obtendo sucesso também como intérprete, com uma versão da introdução do poema sinfônico "Also sprach Zarathustra", de Richard Strauss. Trabalhou em quase 500 discos, escreveu trilha sonora para vários filmes e recebeu diversos prêmios, entre eles 16 discos de platina e um Grammy, sendo considerado "uma personalidade internacional no mercado norte-americano de música".

## Carreira
Deodato iniciou sua carreira apresentando-se ao lado de Roberto Menescal e Durval Ferreira, em 1959, no auge da Bossa Nova. No começo da década de 1960 começou a se estabelecer como arranjador, mesmo sendo muito jovem fez arranjos para o álbum de estreia de Marcos Valle e para três discos de Wilson Simonal, incluindo o elogiado A Nova Dimensão do Samba, que contém a versão do cantor carioca para "Nanã" do maestro Moacir Santos, considerado pela revista Playboy como um dos 50 melhores discos brasileiros de todos os tempos. Em 1964, lança, pela gravadora Forma, Inútil Paisagem, clássico do samba jazz, em que interpreta apenas canções de Tom Jobim podendo ser sentida a influência de Gil Evans nos arranjos e um uso inventivo da orquestração, bem como a criatividade na escolha dos timbres.
Em seguida, reuniu vários nomes famosos do samba jazz, como Geraldo Vespar, Wilson das Neves, Dom Um Romão e Ivan Conti (o baterista Mamão), para formar o supergrupo Os Catedráticos que lançaram três discos em 1964 e 1965. Continuou trabalhando como arranjador e produtor de álbuns como Balanço Zona Sul e Outros Sucessos, de Tito Madi e, também, como selecionador prévio do Festival Internacional da Canção, sendo considerado um dos responsáveis pelo lançamento do compositor Milton Nascimento ao selecionar músicas suas para o festival e ao arranjar seu disco de estreia, Travessia.
Em 1967, mudou-se para Nova Iorque a convite de Luiz Bonfá para escrever arranjos para discos seus e Eumir estabelece-se como arranjador e produtor musical na gravadora CTI Records, vindo a trabalhar nos discos de Tom Jobim, Walter Wanderley, Paul Desmond, Aretha Franklin, Frank Sinatra, Tony Bennett, Roberta Flack (escrevendo o arranjo de "Killing Me Softly with His Song"), Wes Montgomery e Ray Bryant, entre outros.  Em 1972, grava, no Brasil, o disco Percepção, lançado pela EMI-Odeon, e, em setembro do mesmo ano, recebe a chance de gravar seu primeiro álbum solo fora do Brasil e o resultado é Prelude, lançado pela CTI Records em janeiro de 1973. O álbum surpreendeu a todos com uma versão jazzística e suingada da introdução de "Also sprach Zarathustra", do compositor de música clássica Richard Strauss durante o ano de 1973. A canção, um poema sinfônico que havia tornado-se famoso ao ser largamente utilizada por Stanley Kubrick no seu filme de 1968, 2001: A Space Odyssey, atingiu o segundo lugar na parada de sucessos norte-americana e foi a 7ª mais ouvida no Reino Unido. Com isso, o álbum acabou vendendo 5 milhões de cópias, ficando em terceiro lugar na parada de sucessos de álbuns da Billboard, e Deodato ganhou o Grammy de melhor performance instrumental de música pop no ano de 1974.
Ainda em 1973, grava com João Donato o álbum Donato Deodato no qual conduz e faz arranjos para o conjunto do pianista brasileiro radicado nos Estados Unidos da América. Nos anos seguintes, gravou com bastante frequência, pela CTI Records, MCA Records, Chantecler e WEA, destacando-se sua parceria com Airto Moreira, em 1974, bem como dedicou-se, também, ao trabalho como produtor e arranjador, destacando-se sua parceria com a banda Kool & the Gang, entre 1979 e 1983. Na década de 1980, continuou atuando como arranjador e produtor, diminuindo o ritmo das gravações. Participou da produção de vários filmes de Hollywood escrevendo ou participando da trilha sonora, como Being There e Os Caça-fantasmas II. Nos anos 1990, destaca-se o seu trabalho com a cantora islandesa Björk, assinando os arranjos dos discos Post, Telegram e Homogenic. Na década de 2000, continuou gravando, embora esparsamente, e tocando com seu trio, destacando-se, neste período, a trilha sonora que fez para o filme de Bruno Barreto, Bossa Nova, em 2000. Em 2016, apresentou-se no Sesc Belenzinho, em São Paulo.

## Discografia
Discografia dada pelo Discogs.

### Os Catedráticos

#### Estúdio
- 1964 - Impulso!
- 1965 - Tremendão
- 1965 - Ataque
- 1965 - O Som dos Catedráticos
- 1973 - Os Catedráticos 73
- 1998 - Os Catedráticos Vol. 2

#### Coletâneas
- 1975 - Eumir Deodato e os Catedráticos Vol. 1
- 1976 - Eumir Deodato e os Catedráticos Vol. 2
- 1998 - Eumir Deodato e os Catedráticos

### Intérprete

#### No Brasil
Estúdio
- 1964 - Inútil Paisagem
- 1965 - Ideias
- 1965 - Los Danceros en Bolero
- 1972 - Percepção

#### Internacional
Estúdio
- 1973 - Prelude [3][4]
- 1973 - Deodato 2
- 1973 - Donato/Deodato (com João Donato)
- 1974 - Artistry
- 1974 - Whirlwinds
- 1975 - First Cuckoo
- 1976 - Very Together
- 1978 - Love Island
- 1979 - Knights Of Fantasy
- 1980 - Night Cruiser
- 1982 - Happy Hour
- 1985 - Motion
- 1989 - Somewhere Out There

Ao Vivo
- 1974 - In Concert (com Airto Moreira)
- 2007 - Eumir Deodato Trio Ao Vivo